# Salem (Tamil Nadu)
Pour les articles homonymes, voir Salem.
Salem (சேலம் en tamoul, सेलम en sanskrit) est une ville du Tamil Nadu, district de Salem, dans le sud-est de l'Inde.
De taille moyenne avec une population de 829 267 au recensement de 2011, située dans la partie centrale de l'État, entourée de collines, c'est un centre important de production textile. La Steel Authority of India et la marque Salem Steel, installées dans la ville, sont renommées pour la qualité de leur acier.
Salem est aussi la capitale du district de Salem (pop. 693 236 au recensement de 2001), qui comprend les villes importantes de Sankagiri, Mettur et Attur. Le district est bien connecté par train et par route avec le reste de l'état.
Salem est aussi une étape sur la route de la petite station de montagne de Yercaud - du tamoul yeri, lac et kadu, forêt - moins fréquentée que Ooty et Kodaikanal, fameuse pour ses plantations de café, de teck, de bois de santal et d'orangers, et ses cultures de poivre et de cardamome.